# William Jackson (pirate)
Pour les articles homonymes, voir William Jackson.
William Jackson (actif vers 1639-1645) est un corsaire anglais. 

## Biographie
Basé à Guanaja et Roatan, il agit pour le compte de la Providence Island Company de 1639 à 1641 environ. En 1641, il capture un navire négrier espagnol dans le port hondurien de Trujillo et reçoit une rançon de 8 000 livres d'indigo ainsi que 2 000 piastres d'argent et deux chaînes en or. Il quitte ensuite la Providence Island Company et navigue vers l'Angleterre où il vend du sucre et de l'indigo. Il utilise les fonds ainsi obtenus pour préparer sa prochaine expédition en tant que corsaire. En 1642, il reçoit une lettre de marque valide pour trois ans du comte de Warwick. Il prend alors le commandement d'une flotte comprenant plusieurs corsaires de premier plan tels que Samuel Axe, William Rous et Lewis Morris. C'est au cours de cette expédition que la flotte de Jackson capture la Jamaïque au nom de la Grande-Bretagne. 
Bien qu'il n'y ait pas de trace confirmée des activités ultérieures de ce William Jackson, il semblerait qu'un autre capitaine William Jackson aurait dirigé une petite flotte composée de plus de 1 000 boucaniers basés à Saint-Christophe et la Barbade, commettant leurs méfaits dans tout le Nouveau Monde espagnol, y compris le pillage des villes de Maracaibo et Trujillo en 1642 et 1643. 
Le 25 mars 1643, après avoir débarqué à proximité de ce qui deviendra plus tard Kingston, il dirige un groupe de 500 hommes contre la ville voisine de Villa de la Vega, qu'il capture malgré une forte résistance qui lui coûtera une quarantaine d'hommes. Menaçant de brûler la ville, il reçoit une rançon de 200 bovins, 10 000 livres de tapioca et 7 000 piastres d'argent. Un grand nombre de ses boucaniers tombent sous le charme de l'île tropicale et, pendant leur séjour, vingt-trois hommes partent vivre parmi les Espagnols. 
S'il n'est pas certains que ces deux hommes soient en fait la même personne, il semble que tous deux étaient actifs dans la même zone géographique à peu près à la même période. 